# Unitat perifèrica de Flórina
La unitat perifèrica de Flórina (en grec: Νομός Φλώρινας) és una unitat perifèrica grega de la Macedònia Occidental, al nord-oest de la Macedònia grega. Al nord fa frontera amb Macedònia del Nord. La capital és Flórina. Correspon a l'antiga prefectura de Flórina.

## Municipis
| Municipi       | Codi YPES | Capital                                              | Codi postal | Prefix telefònic |
| -------------- | --------- | ---------------------------------------------------- | ----------- | ---------------- |
| Aetos          | 5001      |                                                      | 530 75      | -                |
| Amintaio       | 5002      |                                                      | 532 00      | 23860-2          |
| Filotas        | 5011      |                                                      | 530 70      | 24630-41         |
| Flórina        | 5012      |                                                      | 531 00      | 23850-2          |
| Kato Kleines   | 5004      |                                                      | 531 00      | 23850-1          |
| Meliti         | 5007      | Neokhoraki                                           | 530 71      | 23850-42         |
| Perasma        | 5009      |                                                      | 531 00      | 23580-3          |
| Prespes        | 5010      | Laimos                                               | 530 77      | 23850-51         |
| Municipi       | Codi YPES | Capital (si el nom és diferent del de la prefectura) | Codi postal | Prefix telefònic |
| Kristal·lopigi | 5005      |                                                      | 530 77      | 23850-45         |
| Lekhovo        | 5006      |                                                      | 530 73      | 23850-45         |
| Nimfaio        | 5008      |                                                      | 530 78      | 23860-3          |
| Variko         | 5003      |                                                      | 500 05      | 24670-94         |